# Gustaf Rothman
Nils Gustaf Rothman, född 26 mars 1878 i Skänninge i Östergötlands län, död 25 april 1953 i Kungsholms församling i Stockholms stad, var en svensk läkare och tecknare.

## Biografi
Gustaf Rothman var son till borgmästaren Nikolaus Rothman och Marie-Charlotte Curman samt från 1923 gift med Marie Charlotta von Stedingk. Efter avslutade studier i Uppsala och Stockholm blev han legitimerad läkare 1910 och arbetade som köpingsläkare i Nynäshamn från 1914 och som överläkare vid Pensionsstyrelsens kuranstalt. Vid sidan av sitt arbete som läkare utförde han teckningar och är representerad med tre porträtteckningar vid Uppsala universitetsbibliotek.